# Sarmienta scandens
Sarmienta scandens är en tvåhjärtbladig växtart som först beskrevs av J.D. Brandis, och fick sitt nu gällande namn av Christiaan Hendrik Persoon. Sarmienta scandens ingår i släktet Sarmienta och familjen Gesneriaceae. Inga underarter finns listade i Catalogue of Life.

## Bildgalleri

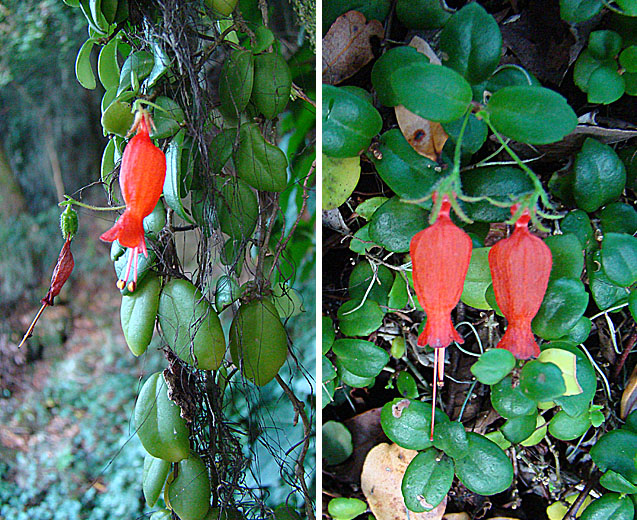